# Geisa Coutinho
Geisa Aparecida Muniz Coutinho -más conocida como Geisa Coutinho- (Araruama, 1 de junio de 1980) es una deportista brasileña de atletismo.
Fue parte del conjunto femenino de atletismo brasileño que alcanzó la medalla de plata en los Juegos Panamericanos de 2011 en Guadalajara en la modalidad 4 × 400 m relevo junto a Bárbara de Oliveira, Joelma Sousa y Jailma de Lima, y la medalla de bronce en los 400 m; por otro lado, se alzó con la medalla de bronce junto a Maria Alimaro, Lucimar Teodoro y Josiane Tito en la modalidad 4 × 400 m relevo en los Juegos Panamericanos de 2003 en Santo Domingo.
En el ámbito sudamericano, fue medalla de oro en la categoría 4 × 400 m relevo del Campeonato Sudamericano de Atletismo en Barquisimeto 2003, Cali 2005 y Buenos Aires 2011; además, por los 400 m ganó la misma presea en Barquisimeto 2003, la medalla de plata en Cali 2005 y la medalla de bronce en Buenos Aires 2011. Fue en Barquisimeto 2003 donde superó, junto a María Almirao, Josiane da Silva y Lucimar Teodoro, el récord sudamericano en 4 × 400 m relevo con 3min 28s 64, mientras que el 7 de agosto de 2011 superó nuevamente la plusmarca subcontinental en la misma disciplina en el Trofeo Brasil con 3min 26s 68.
A nivel iberoamericano, recibió la medalla de oro en los 4 x 100 m relevo y los 4 × 400 m relevo del XV Campeonato Iberoamericano de Atletismo de 2012 en Barquisimeto, Venezuela, y la medalla de plata en los 400 m.
Por otro lado, ha representado a su país en los Juegos Olímpicos de Atenas 2004.